# Chidi Omeje
Chidi Dauda Omeje, född 5 maj 1990 i Enugu, är en nigeriansk fotbollsspelare som spelar för IFK Östersund.

## Karriär
Omeje föddes i nigerianska Enugu och började spela fotboll i ett skollag. Han började därefter spela för Adada FC och efter ett år blev han uttagen till den danska klubben Vejles fotbollsakademi. Han fick möjligheten att lämna sitt hemland för att spela för Vejle i danska högstaligan, där det blev sammanlagt tre säsonger för Omeje. 
På grund av sparsamt med speltid valde han därefter att lämna klubben och gick till svenska Dalkurd FF. I februari 2013 förlängde han sitt kontrakt med klubben med ytterligare två år.
I mars 2015 skrev Omeje på för AFC United, och spelade två säsonger för klubben i Superettan och en i Allsvenskan (då under nya namnet AFC Eskilstuna). Men när laget åkter ur Allsvenskan 2017 lämnade han för att i januari 2018 skriva på ett treårskontrakt med GIF Sundsvall. I Sundsvalls allsvenska premiärmatch 2018 mot Örebro SK skadade Omeje korsbandet, vilket gjorde att han missade resten av säsongen. Efter säsongen 2019 lämnade Omeje klubben.
I juli 2020 återvände Omeje till AFC Eskilstuna, där han skrev på ett halvårskontrakt. I april 2021 förlängde Omeje sitt kontrakt fram till sommaren. I juli 2021 lämnade han klubben i samband med att kontraktet gick ut.
I början av 2022 bytte Omeje klubb till Östavalls IF i Division 3 Mellersta Norrland. I juni 2023 gick han till division 2-klubben IFK Östersund.